# Дворольовий трансвестизм
Дворольовий трансвестизм (Dual-role transvestism) - це офіційний діагноз, який застосовується психологами та медиками для опису людей, які носять одяг протилежної статі, щоб тимчасово пережити, відчути себе в протилежній статі, але не мають сексуального мотиву або не хочуть хірургічної корекції статі. У Міжнародній класифікації хвороб (МКБ-10) перераховано три діагностичні критерії "дворольового трансвестизму" (F64.1).  
Людина, у якої діагностували дворольвий трансвестизм, не повинна також отримувати діагноз трансвестичний фетишизм (F65.1). 
Дворольовий трансвестизм рекомендується виключити з Міжнародної класифікації хвороб та супутніх проблем зі здоров’ям через відсутність клінічної значимості. 
МКХ-11 зі статистики смертності та захворюваності (версія: 04/2019) більше не класифікує дворольовий трансвестизм як "психічний розлад". Зміни до посібника з діагностики набрали чинності з 1 січня 2022 року.